# Donte Whitner
(en) Statistiques sur pro-football-reference
Donte Whitner, né le 24 juillet 1985 à Cleveland, est un joueur américain de football américain.
Durant ses débuts dans le football américain, il a joué pour l'école Glenville située à Cleveland dans l'Ohio puis chez les Ohio State Buckeyes de l'université d'État de l'Ohio.
Jouant au poste de safety, il a été choisi 8e au total lors du 1er tour de la draft 2006 de la NFL par les Bills de Buffalo. En 2011 il a signé pour les 49ers de San Francisco, puis le 11 mars 2014 pour les Browns de Cleveland.

## Nominations/Prix[1]
- Recrue du Mois de la NFL en septembre 2006
- Nommé sur la All-Rookie Team de NFL.com pour la saison 2006
- Nommé sur la All-Rookie Team de Pro Football Weekly/Pro Football Writers of America pour la saison 2006

## Statistiques[2]
- 2007:
  - Matchs Joués : 15
  - Plaqués: 89
  - Interceptions: 1

- 2006:
  - Matchs Joués : 15
  - Plaqués: 104
  - Interceptions: 1